# Loret Sadiku
Loret Sadiku (Prishtinë, 28 de julio de 1991) es un futbolista kosovar nacionalizado sueco. Juega de mediocampista y su equipo es el Adanaspor de la TFF Primera División.

## Selección nacional
Fue internacional con la selección sub-21 de Suecia en tres ocasiones. Sin embargo, en categoría absoluta decidió representar a la selección de Kosovo, habiendo jugado en cuatro ocasiones sin anotar goles.

## Clubes
| Club               | País    | Año       | Partidos | Goles |
| ------------------ | ------- | --------- | -------- | ----- |
| IFK Värnamo        | Suecia  | 2010-2011 | 39       | 5     |
| Helsingborgs IF    | Suecia  | 2011-2014 | 71       | 5     |
| Mersin İdmanyurdu  | Turquía | 2014-2016 | 61       | 2     |
| Kasımpaşa S. K.    | Turquía | 2016-2022 | 147      | 2     |
| Hammarby IF        | Suecia  | 2022-2024 | 55       | 1     |
| Kasımpaşa S. K.    | Turquía | 2024-     | 23       | 0     |
| Adanaspor (cedido) | Turquía | 2025-     | 3        | 0     |